# 浅野正敏
浅野 正敏（あさの まさとし、1950年 - ）は、日本の建築家・インテリアデザイナー。埼玉県飯能市出身。浅野設計室主宰。2006年から駿河台大学経済学部非常勤講師。

## 略歴
- 埼玉県立川越工業高等学校（建築科）を卒業後、（有）片渕建築設計事務所に勤務。
- 1979年 浅野設計室（一級建築士事務所）を開設。
- 2002年 多摩美術大学美術学部環境デザイン学科卒業、
- 2004年 多摩美術大学院美術研究科環境デザイン専攻修士課程修了。

## 受賞歴
- 2003年 (社)日本建築士事務所協会連合会第28回建築作品表彰奨励賞 （今井さんの家）
- 2004年 (社)日本建築士事務所協会連合会第28回建築作品表彰奨励賞（展示ギャラリーのある家）